# 忠州长江大桥
忠州长江大桥是中華人民共和國重庆市忠县的一座跨越长江上的公路桥梁，位于忠县县城上游约8km，沪渝高速公路在此位置跨越长江（张南高速公路亦在此共线）。大桥2004年12月开工建设，2009年3月26日建成通车。

## 技术参数
大桥全长2145.2m，主桥长870m，主跨450m。桥宽24.5m，桥面为双向四车道，桥型为预应力混凝土双塔双索面斜拉桥。